# حسین فقیه سبزواری
میرزا حسین فقیه سبزواری (۱۳ فروردین ۱۲۷۱ – ۱۵ بهمن ۱۳۴۵) فقیه و مرجع تقلید نیمه اول قرن چهاردهم هجری شمسی ساکن مشهد، صاحب رساله عملیّه، حافظ و مفسّر قرآن، خطیب، محدّث، از مؤسسان و احیاگران حوزه علمیه خراسان؛ که نزدیک به چهل سال، کلیددار ضریح علی بن موسی الرضا نیز بود.

## تبار و سب
میرزا حسین فقیه سبزواری ۱۳ فروردین ۱۲۷۱ برابر با سوم رمضان ۱۳۰۹ در سامرّا به دنیا آمد. وی پسر میرزا موسی فقیه سبزواری (۱۳۳۶–۱۲۶۵ قمری - سبزوار) و از سادات حسینی است. نسب میرزا حسین با ۳۹ واسطه به حسین اصغر فرزند علی بن الحسین امام چهارم شیعیان ختم می‌شود. میرزا موسی فقیه سبزواری، از فقیهان و مجتهدان اواخر دوره سلسله قاجار در سبزوار است.

## تحصیلات و استادان
میرزا حسین فقیه سبزواری بخشی از دروس مقدماتی و ابتدایی را در سامرا و بخشی دیگر را در طول چهار سال در نجف آموخت. تا ۱۷ سالگی تحصیلات ابتدایی و مقدماتی را در سبزوار به پایان رساند و برای تحصیل علوم سطح حوزه، سال ۱۲۸۷ عازم مشهد شد. در محضر عبدالجواد ادیب نیشابوری، حسن بررسی و سید محمدباقر مدرس، علوم ادبی و فقه و اصول دوره سطح حوزه را طی چهار سال آموخت و فروردین ۱۲۹۱ به سبزوار بازگشت.
تیر ۱۲۹۲ ازدواج کرد و ضمن تدریس در حوزه علمیه سبزوار فلسفه آموخت و دوره عالی فقه و اصول را نزد میرزا حسین علوی سبزواری از شاگردان ملا هادی سبزواری و میرزای شیرازی، شاگردی کرد. وی برای تکمیل تحصیلات عازم نجف شد. در طول ده سال اقامت در نجف، در حلقه‌های درس خارج فقه و اصول سید ابوالحسن اصفهانی، میرزا محمدحسین نایینی، آقا ضیاءالدین عراقی، سید محمد فیروزآبادی و استادان دیگر حضور یافت و از سوی علمای برجسته نجف به «فقیه سبزواری» اشتهار یافت و توانست از همه استادان خود اجازه اجتهاد دریافت کند.

## بحث‌ها و تدریس ضمن تحصیل
میرزا حسین فقیه سبزواری، دوره اصول نائینی را با محمدعلی کاظمینی، صاحب تقریرات نائینی، و فقه را با سید محمود شاهرودی (۱۲۶۲–۱۳۵۳) و دروس دیگر را با موسی خوانساری، علی محمد بروجردی (۱۲۷۶–۱۳۵۳) و سید محمد میبدی کرمانشاهی مباحثه نمود و خود تقریرات یک دوره کامل اصول نائینی را نوشت. در نجف، کتاب کفایة الاصول آخوند خراسانی را در مسجد هندی به زبان عربی؛ و از حفظ تدریس می‌نمود.

## بازگشت به ایران
در سال ۱۳۴۷ ه‍.ق در ۳۸ سالگی به درخواست مردم سبزوار به ایران بازگشت و در مشهد ساکن شد و به تدریس فقه و اصول و فلسفه و نیز اقامه نماز جماعت روی آورد و خدمات اجتماعی و عمرانی کم‌نظیری انجام داد.

## مبارزه با یهودی‌ستیزی در مشهد
روزهای ۲۶ و ۲۷ فروردین ۱۳۲۵، در اثر سوء تفاهم ساده‌ای، مسلمانان و یهودیان مشهد در محله یهودیان درگیر شدند که با میانجی گری علی اکبر نهاوندی و صدور اعلامیه برای آتش‌بس از سوی میرزا حسین فقیه سبزواری، حادثه کوچکی که می‌رفت به غائله بزرگی در جهت یهودی‌ستیزی تبدیل شود، پایان گرفت و هر دو سوی نزاع، به احترام این دو؛ و نصیحت و توصیه آنان به لزوم زندگی مسالمت آمیز دست از جدال و منازعه کشیدند. این ماجرا، معروف به واقعه الله‌داد می‌باشد؛
هر چند این روایت، درست به نظر نمی‌رسد؛ چون در پی واقعه الله‌داد (مسلمان‌سازی اجباری یهودیان مشهد)، ۲۸ تن کشته و شمار دیگری نیز زخمی شدند.

## آثار
آثار علمی فقیه سبزواری تقریرات درس اصول میرزای نایینی و رساله «قضاء فوائت»، تقریرات درس خارج فقه سید ابوالحسن اصفهانی است. «هدایة الانام»رساله عملیه بنا بر فتواهای فقیه سبزواری و مناسک حج، هردو منتشر شده‌است.

## خدمات و فعالیت‌ها

#### احداث شبستان‌های شرقی مسجد جامع سبزوار
براساس کتیبه‌ای که در پیش تاق ورودی شبستان به خط نستعلیق، بر کاشی نوشته شده‌است: این شبستان به خرج میرزا حسین خان غنی و به سعی آیت‌الله میرزا حسین فقیه سبزواری در شوال ۱۳۸۵ هـ ق برابر با ۱۳۴۴ هـ ش بازسازی شده‌است.

#### احداث مدرسه علمیّه محمدیّه در سبزوار
این مدرسه علمیه، در قسمت شرقی سبزوار و جنب مزار میرزا موسی فقیه سبزواری پدر او قرار دارد.

#### احداث مدرسه علمیّه در کویته پاکستان
با توجه به مذهبی بودن شهر بزرگ کویته؛ و حضور شمار بسیاری از اهل علم و طلاب در این شهر؛ و فقدان مدرسه ای جهت سکونت و تحصیل دانشجویان علوم حوزوی، فقیه سبزواری به فکر تأسیس مدرسه ای افتاد و در همان چند روز توقف، زمینی تهیه و نخستین کلنگ ساختمان مدرسه علمیه کویته را به زمین زد.

#### تأسیس کوی طلاب
دوهزار و پانصد قطعه زمین سیصد متری از اراضی آستان قدس را گرفته و با تشریفات خاصی به طلاب علوم دینی واگذار نمود. از آن تاریخ اکثر طلاب و محصلین در این زمین‌های استیجاری از آستان قدس خانه ساخته و آن محله معروف به کوی طلاب شد.
او همچنین مدرسه باغ رضوان را به سال ۱۳۳۰ش در دو طبقه ساخت و تکیه سیدها را احداث کرد. درمانگاه رازی را تکمیل کرد و ۱۲۰ باب منزل در خیابان نخریسی و ۲۵ باب در خیابان خواجه ربیع برای سیل‌زدگان بنا نهاد

## استادان
- سید حسن صدر (مشهور به محدث کاظمینی)
- عبدالجواد ادیب نیشابوری (مشهور به ادیب اول)
- میرزا حسین نوری (مشهور به محدث نوری)
- میرزا حسین علوی مجتهد سبزواری (مشهور به حاجی بزرگ)
- میرزا محمد آقازاده (فرزند آخوند خراسانی)
- افتخار الحکماء طالقانی (شاگرد حاج ملا هادی سبزواری)
- میرزا محمدحسین نایینی (مشهور به میرزای نایینی)
- سید ابوالحسن اصفهانی
- ضیاءالدین عراقی (مشهور به آقا ضیاء عراقی)
- سید محمدکاظم طباطبایی یزدی (صاحب العروه الوثقی)
- شیخ حسن مامقانی[نیازمند منبع]

## از نگاه شاگردان و پژوهشگران
محمدرضا شفیعی کدکنی دربارهٔ او می‌گوید:
امور عامّه شرح منظومه را نزد او نیز خوانده‌ام و با اینکه در آغاز اصرار داشت که قبول نکند و می‌گفت: من سالهاست «تارک» ام ولی وقتی درس را شروع کرد، از بسیاری مدعیّان که ما دیدیم، بهتر و مسلّط و خوش تقریر تر بود.
برخی از شاگردانش درباره‌اش سخن‌ها گفته‌اند که در اینجا (ویکی گفتاورد) نقل شده‌است.

## درگذشت
میرزا حسین فقیه سبزواری شنبه ۱۵ بهمن ۱۳۴۵ در مشهد درگذشت. روزنامه خراسان و روزنامه شرق گزارشی از این رویداد منتشر کردند. برابر وصیت کنار محراب مدرس باغ رضوان که خود در آن تدریس می‌نمود، دفن شد. محمدتقی آملی، فقیه و فیلسوف شیعه، بنا به وصیت خودش در مقبره میرزا حسین فقیه سبزواری به خاک سپرده شده‌است.